# Forêt mixte laurentienne
La forêt mixte laurentienne (ou forêt mixte du Saint-Laurent) est une forêt mixte située en Amérique du Nord, entre les Grands Lacs et les Appalaches (où elle occupe le bas des vallées). Cette forêt mixte est une variété de forêts tempérées d'arbres à feuilles caduques, elle recouvre la majeure partie des Laurentides.

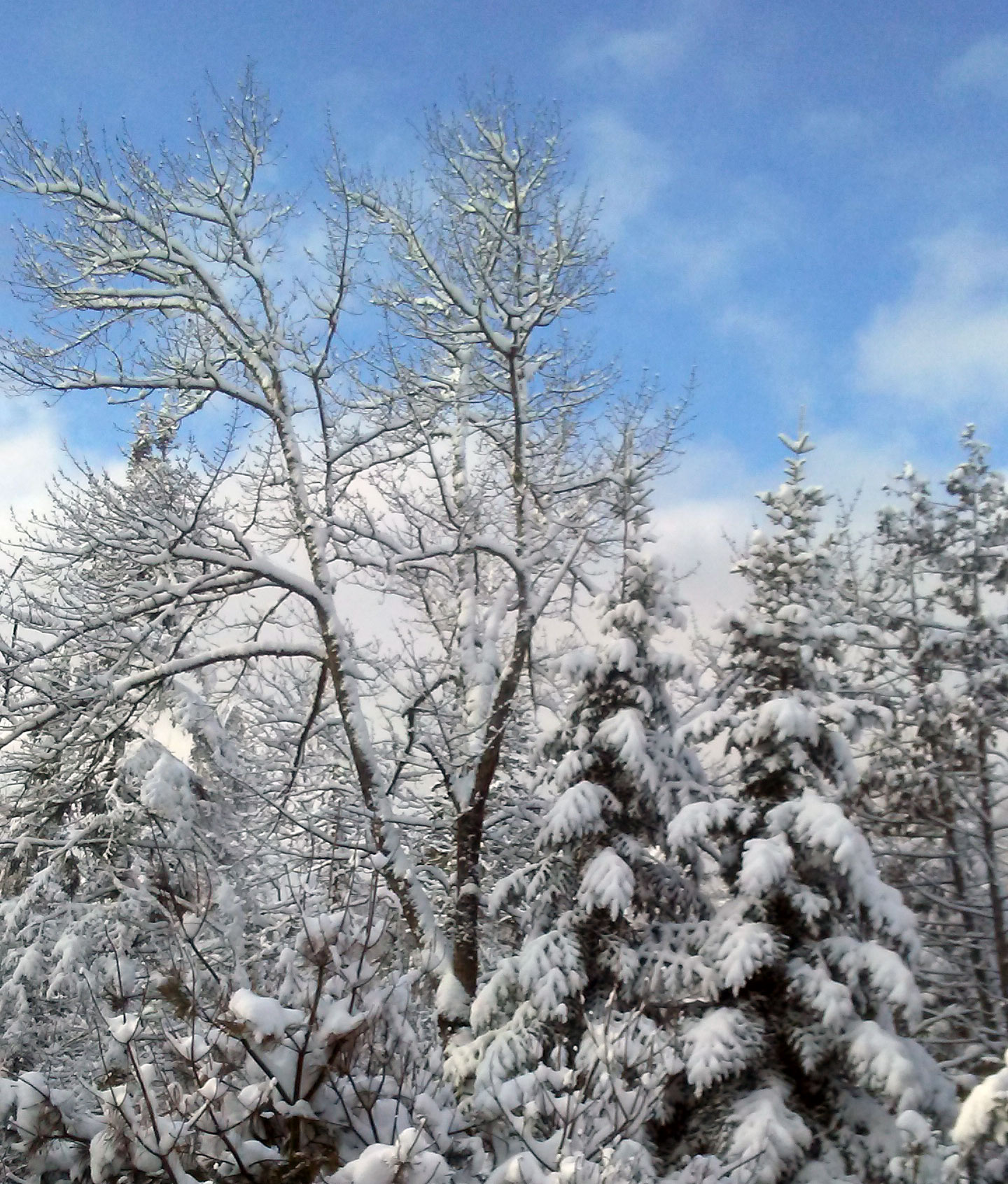
Un premier janvier.

Elle bénéficie de sols peu lessivés et d'une saison végétative de 100 à 120 jours annuels. Elle est formée d'un mélange de conifères tels que le pin blanc (Pinus Strobus), le sapin, la pruche (Tsuga canadensis), et de feuillus tels que l'érable à sucre, le chêne, le charme et l'ostryer.